# Associazione studentesca
Un'associazione studentesca o universitaria è un'organizzazione gestita dagli studenti, solitamente riservata a studenti e/o ex alunni. Tuttavia, alcune associazioni possono non essere affiliate a una specifica università o accettare membri esterni al contesto accademico.
Queste associazioni promuovono un'ampia gamma di attività, tra cui la diffusione di cause di interesse comune, il dibattito intellettuale tra i membri e la condivisione di hobby. Il loro obiettivo principale è creare una rete universitaria in cui gli studenti possano confrontarsi con persone che condividono interessi simili, favorendo così la crescita culturale e professionale. Esempi comuni includono la Debate Society, la International Student Society, la Rock Society e le associazioni legate a specifici ambiti di studio, come la Business Society o la Law Society.
A differenza delle honor society e delle confraternite, l'adesione alle associazioni studentesche è generalmente aperta a tutti gli interessati. Le iscrizioni vengono solitamente avviate all'inizio dell'anno accademico, in concomitanza con le campagne di presentazione volte ad attrarre nuovi membri. Gli studenti potrebbero essere tenuti a versare una quota associativa per aderire o rinnovare l'iscrizione. Essendo organizzazioni senza scopo di lucro, tali quote servono esclusivamente a finanziare le attività dell'associazione.